# Septième circonscription de la préfecture de Kanagawa
La septième circonscription de la préfecture de Kanagawa (神奈川県第7区, Kanagawa-ken dai-nana-ku) est l'une des vingt circonscriptions législatives que compte la préfecture de Kanagawa au Japon.

## Description géographique
Entre 1994 et 2002, la septième circonscription de la préfecture de Kanagawa regroupait les arrondissements de Kōhoku, Midori et Tsuzuki de la ville de Yokohama.
Entre 2002 et 2017, elle correspondait aux arrondissements de Kōhoku et Tsuzuki.
Entre 2017 et 2022, elle comprenait l'arrondissement de Kōhoku et une partie de l'arrondissement de Tsuzuki.
Depuis 2022, elle correspond au seul arrondissement de Kōhoku,.

## Députés
| Législature | Début de mandat | Fin de mandat | Député élu          | Parti politique | Parti politique |
| ----------- | --------------- | ------------- | ------------------- | --------------- | --------------- |
| 41e         | 1996            | 2000          | Tsuneo Suzuki       |                 | PLD             |
| 42e         | 2000            | 2003          | Tsuneo Suzuki       |                 | PLD             |
| 43e         | 2003            | 2005          | Nobuhiko Sutō (ja)  |                 | PDJ             |
| 44e         | 2005            | 2009          | Tsuneo Suzuki       |                 | PLD             |
| 45e         | 2009            | 2012          | Nobuhiko Sutō       |                 | PDJ             |
| 46e         | 2012            | 2014          | Keisuke Suzuki (ja) |                 | PLD             |
| 47e         | 2014            | 2017          | Keisuke Suzuki (ja) |                 | PLD             |
| 48e         | 2017            | 2021          | Keisuke Suzuki (ja) |                 | PLD             |
| 49e         | 2021            | 2024          | Keisuke Suzuki (ja) |                 | PLD             |
| 50e         | 2024            | -             | Kazuma Nakatani     |                 | PDC             |